# Boñar (kommunhuvudort)
Boñar är en kommunhuvudort i Spanien.   Den ligger i provinsen Provincia de León och regionen Kastilien och Leon, i den norra delen av landet, 300 km nordväst om huvudstaden Madrid. Boñar ligger 975 meter över havet och antalet invånare är 1804.
Terrängen runt Boñar är huvudsakligen kuperad. Boñar ligger nere i en dal. Runt Boñar är det glesbefolkat, med 13 invånare per kvadratkilometer. Närmaste större samhälle är Cistierna, 17,5 km öster om Boñar. I omgivningarna runt Boñar växer i huvudsak blandskog.